# Bolsa de Valores de Xangai
A Bolsa de Valores de Xangai, ou Shanghai Stock Exchange (SSE) foi fundada em 26 de novembro de 1990, entrando em operação em 19 de dezembro do mesmo ano. É a maior bolsa de valores da Ásia e a terceira maior do mundo em capitalização de mercado, com US$ 7,62 trilhões em julho de 2021. É também a maior bolsa de valores da Ásia. Ao contrário da Bolsa de Valores de Hong Kong, a Bolsa de Valores de Xangai ainda não está totalmente aberta a investidores estrangeiros e muitas vezes afetada pelas decisões do governo central, devido aos controles da conta de capital exercidos pelas autoridades da China continental. É a maior bolsa de valores da Ásia.
É uma instituição diretamente governada pela China Securities Regulatory Commission(CSRC). A SSE baseia seu desenvolvimento no princípio de legislação, supervisão, autorregulação e padronização, visando criar um mercado eficiente, seguro, aberto e transparente.
O principal índice desta Bolsa de Valores é o SSE 180.
Em 2019, a Bolsa de Valores de Xangai lançou o STAR Market, apresentando apenas empresas relacionadas à tecnologia, como rival da NASDAQ.

## História
O Tratado de Nanquim de 1842 (que pôs fim à Primeira Guerra do Ópio) e os acordos posteriores entre os governos chinês e estrangeiro foram cruciais para o desenvolvimento do comércio exterior na China  e da comunidade estrangeira em Xangai. O mercado de negociação de valores mobiliários em Xangai começa no final da década de 1860. A primeira lista de ações apareceu em junho de 1866 e, a essa altura, o Acordo Internacional de Xangai havia desenvolvido as condições propícias ao surgimento de um mercado de ações: vários bancos, uma estrutura legal para sociedades anônimas  e um interesse na diversificação entre as casas comerciais estabelecidas (embora as próprias casas comerciais tenham permanecido como sociedades).  
Mais tarde, em 1920 e 1921, "Shanghai Securities & Commodities Exchange" e "Shanghai Chinese Merchant Exchange" começaram a operar, respectivamente. Uma fusão acabou ocorrendo em 1929, e os mercados combinados passaram a operar como a "Bolsa de Valores de Xangai". O transporte marítimo, o seguro e as docas persistiram até 1940, mas foram ofuscados pelas ações industriais após o Tratado de Shimonoseki de 1895, que permitiu ao Japão e, por extensão, outras nações que tinham tratados com a China, estabelecer fábricas em Xangai e outros portos do tratado. As plantações de borracha tornaram-se o principal comércio de ações a partir da segunda década do século XX.  
A operação da Bolsa de Valores de Xangai foi interrompida abruptamente depois que as tropas japonesas ocuparam o Acordo Internacional de Xangai em 8 de dezembro de 1941. Em 1946, a Bolsa de Valores de Xangai retomou suas operações antes de fechar novamente 3 anos depois, em 1949, após a revolução comunista.
Depois que a Revolução Cultural terminou e Deng Xiaoping subiu ao poder, a China foi reaberta para o mundo exterior em 1978. Durante a década de 1980, o mercado de valores mobiliários da China evoluiu em conjunto com a reforma e abertura econômica do país e o desenvolvimento da economia socialista de mercado. Em 26 de novembro de 1990, a Bolsa de Valores de Xangai foi restabelecida e as operações começaram algumas semanas depois, em 19 de dezembro.